# Aquífero Alter do Chão
O Aquífero Alter do Chão ou Sistema Aquífero Alter do Chão, é um aquífero localizado sob os estados do Pará, Amapá e Amazonas, constituindo um complexo e heterogêneo, com significante anisotropia, de modo que seus parâmetros hidráulicos apresentam uma ampla variação horizontal e vertical .
O aquífero está distribuído por uma extensa área da região Norte do Brasil, distribuído nas bacias sedimentares do Amazonas e Solimões. Esse sistema aquífero possui um papel importante no fornecimento de água de boa qualidade, com grandes potenciais de uso. Ele recebe o nome da região de Alter do Chão, no estado do Pará, onde foi identificado pela primeira vez .

## Localização Geográfica
O Aquífero Alter do Chão ocupa a parte leste do estado do Amazonas, a porção centro-norte do Pará e o extremo sul do Amapá. Estimativas de 2013 indicam que o aquífero possui uma área de mais de {\displaystyle 410.000km^{2}} , maior que toda a área do Paraguai.

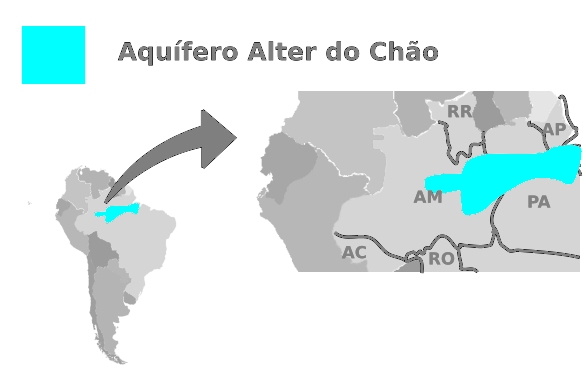
Ilustração do Aquífero de Alter do Chão nos estados Brasileiros

## Contexto Geológico
As Bacias sedimentares do Solimões e do Amazonas são as duas maiores bacias da região amazônica no Brasil, e são as detentoras das principais unidades aquíferas . Essas bacias estão no contexto da Província Hidrogeológica Amazonas, que também abrange as bacias sedimentares do Marajó e do Acre .
As bacias sedimentares que compõem a Província Hidrogeológica do Amazonas depositaram-se sobre o Cráton Amazônico, sendo delimitadas a norte pelo Escudo das Guianas, e a sul pelo Escudo Brasileiro, e divididas por arcos .
A Bacia do Amazonas trata-se de uma bacia Paleozoica intracratônica e apresenta formato alongado segundo a direção WSW-ENE, separada da Bacia do Marajó a leste pelo Arco de Gurupá, e da Bacia do Solimões a oeste pelo Arco de Purus . A Bacia do Amazonas apresenta duas megassequências que somam mais de 5.000 m de rochas sedimentares e rochas magmáticas : uma Paleozoica formada por rochas sedimentares e grande volume de intrusões de diabásio; outra Mesozoico-Cenozoica com rochas sedimentares, que incluem as formações Alter do Chão, Solimões e Içá , que serão detalhadas devido às suas relações no Sistema Aquífero Alter do Chão.

## Formações
A Formação Alter do Chão  é constituída por intercalações de conglomerado, arenito (que atua como uma espécie de esponja, armazenando água subterrânea), argilito e siltito, com espessura normalmente entre 200 e 400 m, podendo atingir até 1266 m , depositados discordantemente sobre a unidade Paleozoica. Nessa formação ocorre arenito fino a grosso, com grãos angulosos a subarredondados e seleção pobre a moderada, de cor avermelhada ou esbranquiçada com matriz caulinítica; pelito maciço com bioturbações; conglomerado com clastos de pelito, granito e gnaisse, e matriz argilosa caulinítica a quartzosa de granulometria média a grossa e mal selecionada (MENDES ET AL 2012). Esses sedimentos são interpretados como depositados em sistema fluvial meandrante de alta energia .

#### Formação Solimões
A formação Alter do Chão é coberta pela Formação Solimões, que ocorre na bacia homônima e na do Acre, além da porção oeste da Bacia do Amazonas . É composta por pelitos maciços e laminados, camadas de linhito e arenito fino a grosso, subangulares a subarredondados , depositados em ambiente fluvial meandrante e lacustre .

#### Formação Içá
Discordantemente acima da Formação Solimões, ocorre a Formação Içá , localizada também nas bacias do Acre e Solimões, e na parte oeste da Bacia do Amazonas . É composta por arenito fino a médio, siltito e subordinadamente conglomerado , de ambiente fluvial e lacustre .

## Geofísica
Estudos de Eletrorresistividade, utilizando a técnica de Sondagem Elétrica Vertical (SEV) evidenciaram e mapearam unidades geológicas constituintes do Sistema Aquífero Alter do Chão, delimitando por meio de resultados interpretados em consonância com amostragens de calha e perfilagens geofísicas de poços duas zonas distintas. A primeira correspondeu a camadas argilosas e arenosas, de até 50 metros de profundidade, com limitada continuidade lateral. A segunda, a camadas areno-argilosas e arenosas, de 50 a 290 metros de profundidade, com continuidade lateral superior a primeira zona .

## Hidrogeologia

### Aspectos gerais
O Sistema Aquífero Alter do Chão está inserido no Sistema Aquífero Grande Amazonas (SAGA), que corresponde às unidades do Eo-Neo Cretáceo ao Cenozoico da bacias do Acre, Solimões, Amazonas e Marajó no Brasil ", e compreende um sistema hidrogeológico de aquífero com zonas livres e confinadas .
O Sistema ocupa uma extensa área na Bacia Sedimentar do Amazonas, apresentando cerca de 200 metros de espessura, sendo desses 175 metros saturados, evidenciando uma porosidade efetiva de cerca de 15%-20% e área de ocorrência de aproximadamente {\displaystyle 400km^{2}} . Estima-se que o volume de saturação do Sistema é de cerca de {\displaystyle 33.00km^{3}}, sendo, por falta de estudos mais detalhados na região, o valor adotado como representativo da ordem de grandeza da reserva permanente do Sistema . O Sistema apresenta grande potencial para abastecimento público, por apresentar baixa vulnerabilidade e ser uma grande reserva, constituindo um importante manancial para explotação de água subterrânea na região.

### Características Hidrodinâmicas
Ensaios realizados em poços localizados nos arredores de Santarém (PA) revelaram alguns parâmetros hidrodinâmicos a nível local, dada a dimensão do aquífero não é possível extrapolar esses valores para toda sua dimensão, contudo são comumente usados como valores de referência.
Análises acerca do coeficiente de armazenamento (S), relativo ao volume de água que o aquífero libera por unidade de área superficial do aquífero ou por unidade de variação da carga hidráulica, encontraram um valor máximo de {\displaystyle 4,1x10^{-4}} e um valor mínimo de {\displaystyle 3,3x10^{-4}} .
Os ensaios de condutividade hidráulica (K), relativo à facilidade com que um a água se transporta no meio, revelaram valor máximo de {\displaystyle 2,1x10^{-4}} e mínimo de {\displaystyle 5,0x10^{-5}ms^{-1}} , que são valores condizentes com a geologia da bacia sedimentar em que se encontra o aquífero.
Por fim, a partir de ensaios de transmissividade, que revelam a vazão da água que escoa em faixas de gradiente unitário pelas camadas saturadas, foi encontrado um coeficiente (T) com valor mínimo de {\displaystyle 1,5x10^{-3}m^{2}s^{-1}} e máximo de {\displaystyle 9,1x10^{-3}m^{2}s^{-1}} . Esses valores revelam a potencialidade do aquífero para fornecer água em grande escala, destacam-se as possibilidades de abastecimento municipal, uso industrial e irrigação.

## Hidroquímica
O Sistema Aquífero Alter do Chão é caracterizado por apresentar águas de composições ácidas, devido a constituições siliciclásticas, principalmente pela presença de areias e argilas, que conferem conteúdos mais ricos em sílica . A qualidade da água distribuída no Sistema é considerada boa, e apresenta pH médio de 4,8, evidenciando sólidos totais dissolvidos em quantidade inferior a 100 mg/L. Apesar da boa qualidade, estudos na região de Santarém apontaram índices de vulnerabilidade à contaminação elevados em algumas porções, que quando comparadas com a região como um todo, são minoria, uma vez que a maioria dos índices representaram vulnerabilidade baixa ou moderada . Na região de Manaus, onde a maioria dos estudos e levantamentos foram realizados, as águas apresentam pH variando entre 4,1 e 5,4, sendo caracterizadas como fracamente mineralizadas, sendo predominantemente cloretadas sódicas ou potássicas . A temperatura média da água no Sistema é de 25,0 ºC a 29,6 ºC.

## Reserva
Por meio de cálculos de reserva reguladora e reserva permanente, foram estimadas as reservas totais do Sistema Aquífero Alter do Chão em {\displaystyle 8.678km^{3}} . Comparado ao SAGA, com reserva estimada de {\displaystyle 162.520km^{3}}, o Sistema Aquífero Alter do Chão representa cerca de 5,3% da reserva deste.

## Balanço hídrico
Existem poucas informações a respeito do balanço hídrico em questão de entradas e saídas de água do aquífero Alter do Chão, inexistem estudos que correlacionam a hidrogeologia com o regime pluviométrico, hidrologia superficial, os fluxos de base e as relações de evapotranspiração do ecossistema. Os poucos dados existentes estão contidos em estudos técnicos de empresas privadas. Como o relatório realizado pela empresa Shaft Consultoria em 2005, para avaliar a potencialidade do aquífero na área da cidade de Manaus (AM). A qual obteve uma taxa de entrada e saída diária de {\displaystyle 739.952m^{3}}. Determinando que 87% da entrada corresponde a infiltrações pluviométricas, 78% de saída por rios e 19% por poços exploratórios.

## Importância regional e nacional
O aquífero desempenha um papel fundamental no equilíbrio hídrico da região, fornecendo água para rios, igarapés, lagos e comunidades locais. Além disso, é uma importante fonte de água para atividades agrícolas, industriais e de abastecimento público .

## Principais ameaças
No entanto, assim como outros aquíferos em todo o mundo, o Aquífero Alter do Chão enfrenta desafios e ameaças à sua sustentabilidade. O aumento da demanda por água, o desmatamento, a contaminação por atividades humanas e as mudanças climáticas são questões que podem afetar a disponibilidade e a qualidade da água nesse aquífero . Também, com a crescente popularização da região, o aquífero conta com a sobrecarga da deposição de lixo, contaminando os solos e sua rede de distribuição. 
Portanto, é crucial adotar medidas de gestão sustentável da água, como a conservação dos ecossistemas naturais da região, a regulamentação do uso da água e o monitoramento da qualidade da água, a fim de preservar o Aquífero Alter do Chão e garantir o acesso à água para as gerações futuras .